# بورگهاون
بورگهاون (به آلمانی: Burghaun) یک منطقهٔ مسکونی در آلمان است که در فولدا واقع شده‌است. بورگهاون ۶٬۶۸۸ نفر جمعیت دارد.